# 仙台市立錦ケ丘小学校
仙台市立錦ケ丘小学校（せんだいしりつ にしきがおかしょうがっこう）は、宮城県仙台市青葉区錦ケ丘七丁目にある公立小学校である。2021年の児童数は1051人、35学級、教職員62人。

## 沿革
仙台市の政令指定都市移行とバブル景気期が重なった1989年（平成元年）に分譲を開始した錦ケ丘ニュータウンにおいて、将来の児童数増加を見込んで市は、錦ケ丘9丁目に仙台市立錦ケ丘小学校用地（北緯38度15分24.7秒 東経140度45分19.3秒 / 北緯38.256861度 東経140.755361度）を取得した。しかし、バブル崩壊などの影響により錦ケ丘の人口は計画通り増加しなかったため、錦ケ丘小の開設は見送られ、同用地は2002年（平成14年）11月15日、仙台市天文台の移転用地へと用途を変更した（同天文台は同地に2008年7月に移転・開台）｡ 
錦ケ丘地区や愛子地区が学区内となっていた宮城町立広瀬小学校（北緯38度16分18.1秒 東経140度46分33.8秒 / 北緯38.271694度 東経140.776056度）は、1987年（昭和62年）11月1日に宮城町が仙台市に編入合併されたことを機に仙台市立となり、1988年度（昭和63年度）より郷六地区を仙台市立折立小学校（北緯38度15分36.7秒 東経140度48分30.6秒 / 北緯38.260194度 東経140.808500度）に編入したものの、1989年（平成元年）に児童数が1,000人を超えた。そのため、1992年（平成5年）に仙台市立栗生小学校（北緯38度16分2.8秒 東経140度47分10.3秒 / 北緯38.267444度 東経140.786194度）を分離・開校した。しかし児童数は再び増加し、2004年度（平成16年度）には第1プレハブ校舎を増築し、2007年度（平成19年度）にも第2プレハブ校舎の増築を余儀なくされた。このような状況を改善するため2004年（平成16年）8月時点の仙台市教育委員会では、錦ケ丘地区および愛子地区の児童を受け入れる愛子小を広瀬小から分離・新設する方針となった。これは当時、愛子地区で宅地分譲が活発化しており、将来的にも錦ケ丘地区より愛子地区の児童数の方が多いとみられていたからである。2007年（平成19年）3月に市学校条例が改正され愛子小開校が正式決定、2009年（平成21年）4月に広瀬小から仙台市立愛子小学校（北緯38度16分6.6秒 東経140度45分31.5秒 / 北緯38.268500度 東経140.758750度）が分離・開校した。これで錦ケ丘地区に住む児童は、広瀬小までのバス通学から愛子小までの徒歩通学に変化したため、愛子小までの通学路の途中を横切る国道48号・愛子バイパスに同年8月4日、ロードヒーティング設備のある愛子歩道橋が開通した。
しかし、愛子小の学級数の増加や錦ケ丘地区の児童数の増加が顕著になってきたため市は、愛子小開校翌年の2010年（平成22年）5月、愛子小から錦ケ丘小を分離・新設する方針を決め、愛子小開校3年目の2011年度（平成23年度）から錦ケ丘小が開校するまでの4年間、愛子小にプレハブ校舎を設置して対応しなくてはならなくなった。新設される錦ケ丘小の校地は、錦ケ丘7丁目の民有地を新たに取得して充てることとした。2015年（平成27年）4月、錦ケ丘小（北緯38度15分22.1秒 東経140度45分38秒 / 北緯38.256139度 東経140.76056度）は仙台市内127校目の市立小学校として開校。全校児童数は961人（31学級）。錦ケ丘小の開校により、愛子小の児童数は前年度の1,383人から474人へと大幅減少となった。

### 年表
- 1989年（平成元年） - 錦ケ丘ニュータウンの分譲開始。
- 2015年（平成27年）
  - 3月28日 - 仙台市立愛子小学校において、錦ケ丘小に移籍となる児童のお別れ式を挙行[18]。児童は歩いて錦ケ丘小に移動し、同校のお迎え式に参加[18]。
  - 4月1日 - 創立[1]。
  - 4月6日 - 仙台市立愛子小学校より分離し、開校式を挙行[17][19]。総事業費は約34億円[16]。
  - 4月8日 - 第1回入学式を挙行[20]。
  - 4月14日 - 給食開始[21]。
  - 5月 - 校庭の使用開始。

## 学区
- 錦ケ丘[22]

## 進学先中学校
- 仙台市立錦ケ丘中学校

## 周辺
- 仙台市錦ケ丘コミュニティ・センター - 敷地が隣接。
- 錦ケ丘ニュータウン
- 錦ケ丘ヒルサイドモール
- 錦ケ丘中央公園
- 錦ケ丘五丁目北公園

## アクセス
- 仙台市営バス「錦ケ丘一丁目」停留所・愛子観光バス「錦ケ丘ヒルサイドモール前」停留所から、校地東側の正門まで徒歩。
  - 仙台市営バス「錦ケ丘一丁目」停留所と愛子観光バス「錦ケ丘ヒルサイドモール前」停留所は、同一箇所に所在。
- 仙台市営バス・愛子観光バス「錦ケ丘七丁目」停留所または、「錦ケ丘七丁目北・天文台入口」停留所から、校地西側の門まで徒歩。